# لين بويد (سياسي)
لين بويد (بالإنجليزية: Linn Boyd)‏ هو سياسي أمريكي، ولد في 22 نوفمبر 1800 في ناشفيل في الولايات المتحدة، وتوفي في 17 ديسمبر 1859 في بادوكا في الولايات المتحدة. نشط حزبياً في الحزب الجمهوري الديمقراطي والحزب الديمقراطي. وقد انتخب الناطق باسم مجلس النواب الأمريكي.